# Matte Leão
Matte Leão é uma marca de chá de erva-mate criada em 1901 e comprada pela The Coca-Cola Company em 2007.
No início de 2010, foi divulgado que a marca representava 70% do mercado brasileiro de chás prontos para beber.

## História
Matte Leão era o carro chefe da empresa Leão Junior S.A., empresa fundada em 1901 por Leão Junior na cidade de Curitiba, sendo sua sede e principal fábrica localizada na Avenida Getúlio Vargas, Bairro Rebouças.
Os chás para infusão tornaram-se o chá tostado com a marca Matte Leão em 1938. Em 2007 a Coca-Cola Brasil, adquiriu a marca e a empresa Leão Junior S.A. transferindo a unidade fabril para a cidade de Fazenda Rio Grande, região metropolitana de Curitiba.
Em julho de 2008 foi anunciada a reestilização da marca, através de um novo logotipo e reformulação das embalagens.
Em 2010, antiga sede foi vendida para a Igreja Universal do Reino de Deus para a construção de um enorme templo da igreja.